# Hyundai Trajet
Hyundai Trajet – samochód osobowy typu minivan klasy średniej produkowany pod południowokoreańską marką Hyundai w latach 1999 – 2008.

## Historia i opis modelu

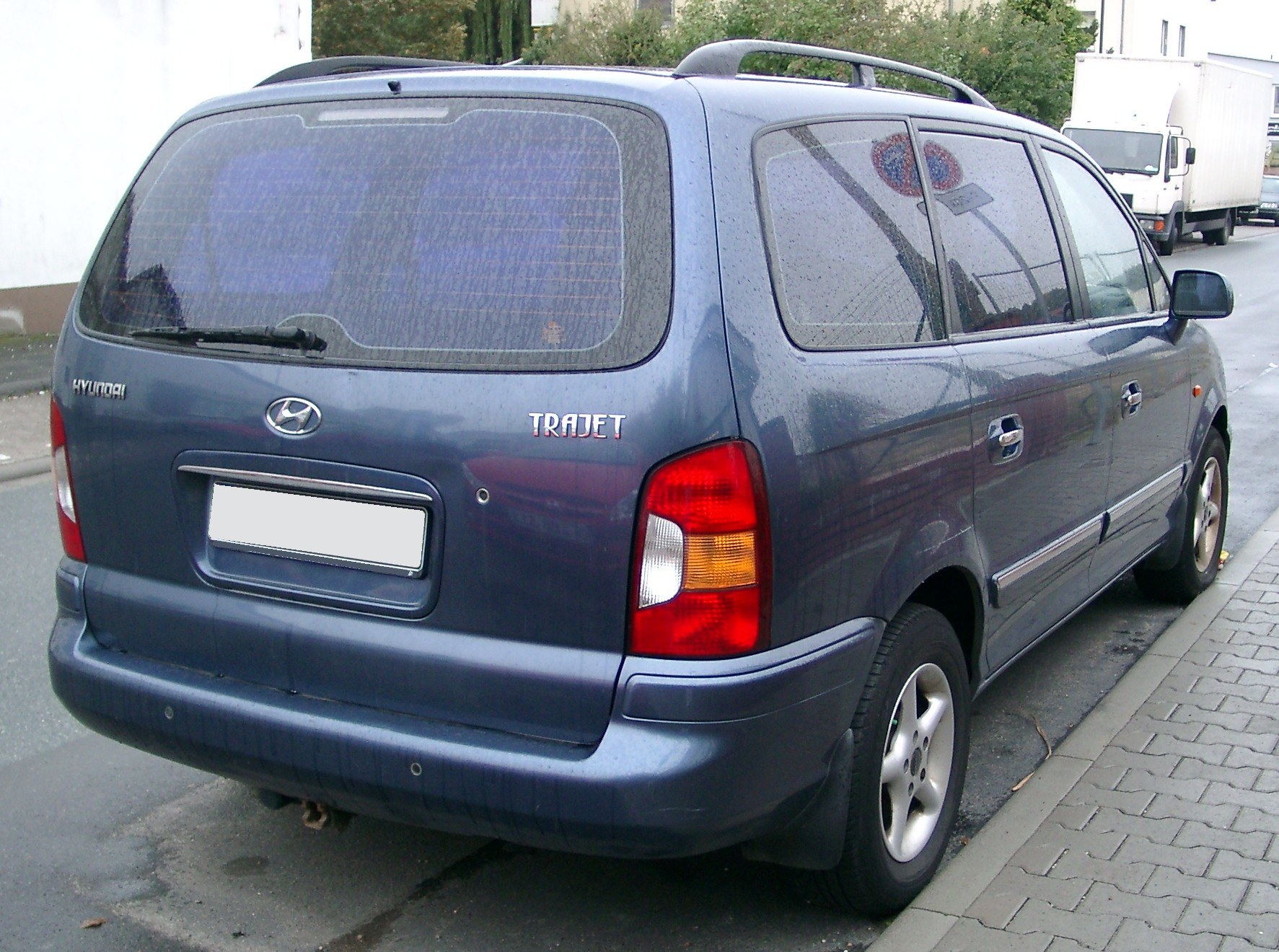
Hyundai Trajet - tył

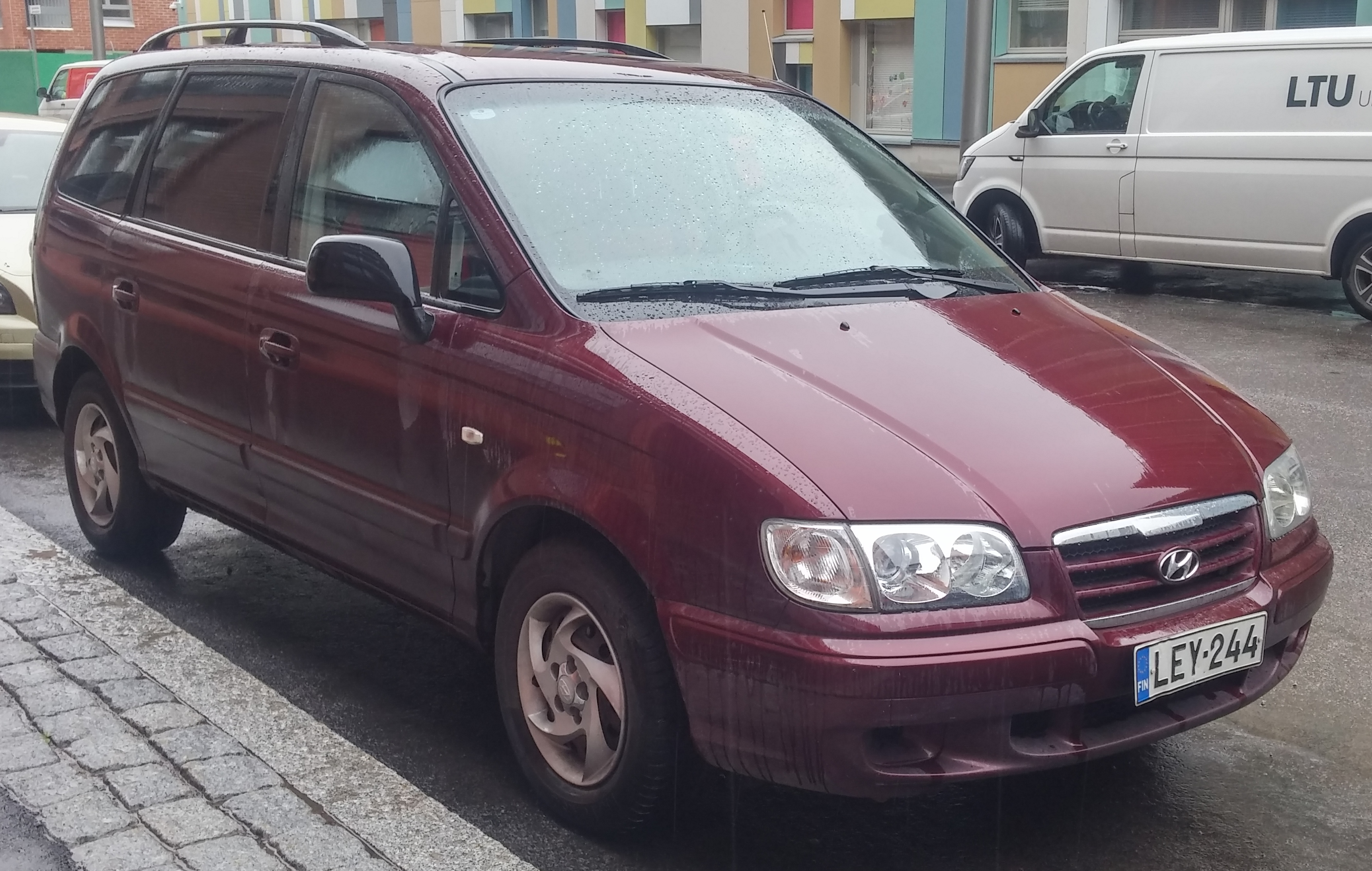
Hyundai Trajet po liftingu

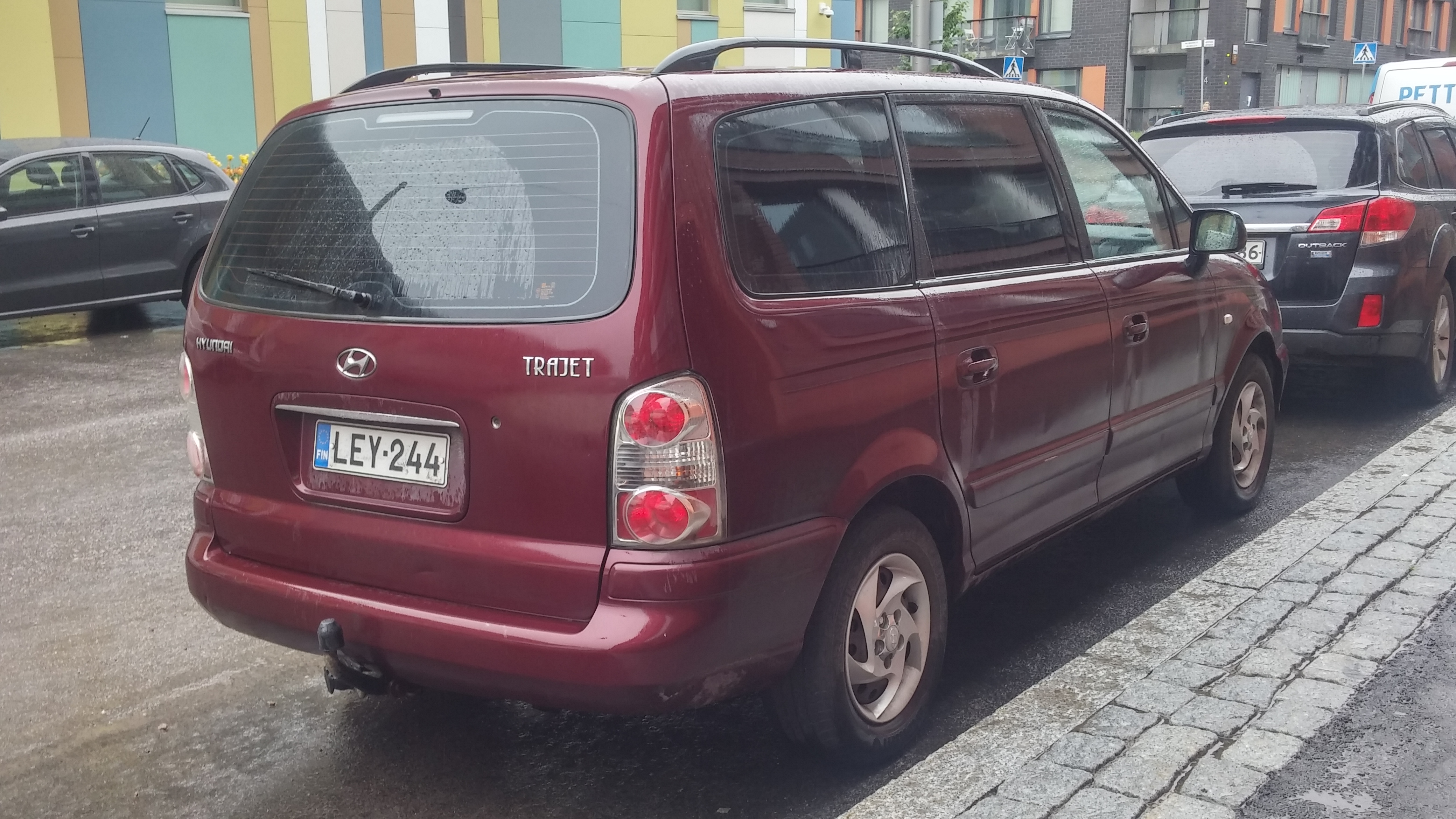
Hyundai Trajet - tył po liftingu

Model Trajet został skonstruowany od podstaw jako średniej wielkości minivan mający zastąpić zbudowany we współpracy z Mitsubishi model Santamo. Tym razem, pojazd powstał jako samodzielna konstrukcja oparta na podzespołach modeli Sonata i Santa Fe.
Hyundai zdecydował się przyjąć koncepcję stosowaną przez m.in. sojusz Ford-Volkswagen, nadając Trajetowi pudełkowatą sylwetkę nie z odsuwanymi, lecz klasycznie otwieranymi drzwiami tylnymi. Kabina pasażerska umożliwia transport do 7 pasażerów w trzech rzędach siedzeń.

### Lifting
W 2004 roku Hyundai Trajet przeszedł restylizację nadwozia, w ramach której pas przedni otrzymał przemodelowany wygląd atrapy chłodnicy i zderzaka, a także nowy odcień kierunkowskazów. Tylne lampy otrzymały nowe wkłady w srebrnej barwie z nowym układem żarówek. Poszerzona została także lista dostępnych opcji wyposażenia.

### Sprzedaż
Hyundai Trajet był samochodem o globalnym zasięgu rynkowym, dostępnym w sprzedaży na rynkach azjatyckich, a także w Australii i Europie Zachodniej, z czego na rynku Holenderskim samochód nosił nazwę Hyundai Highway Van.
Trajet nie był dostępny w oficjalnej sprzedaży w Polsce, jednak występuje na rynku wtórnym dzięki importowi z krajów zachodnioeuropejskich.

### Silniki
- L4 2.0l Sirius
- L4 2.0l CRDi
- V6 2.7l Delta